# Vuelco del vehículo

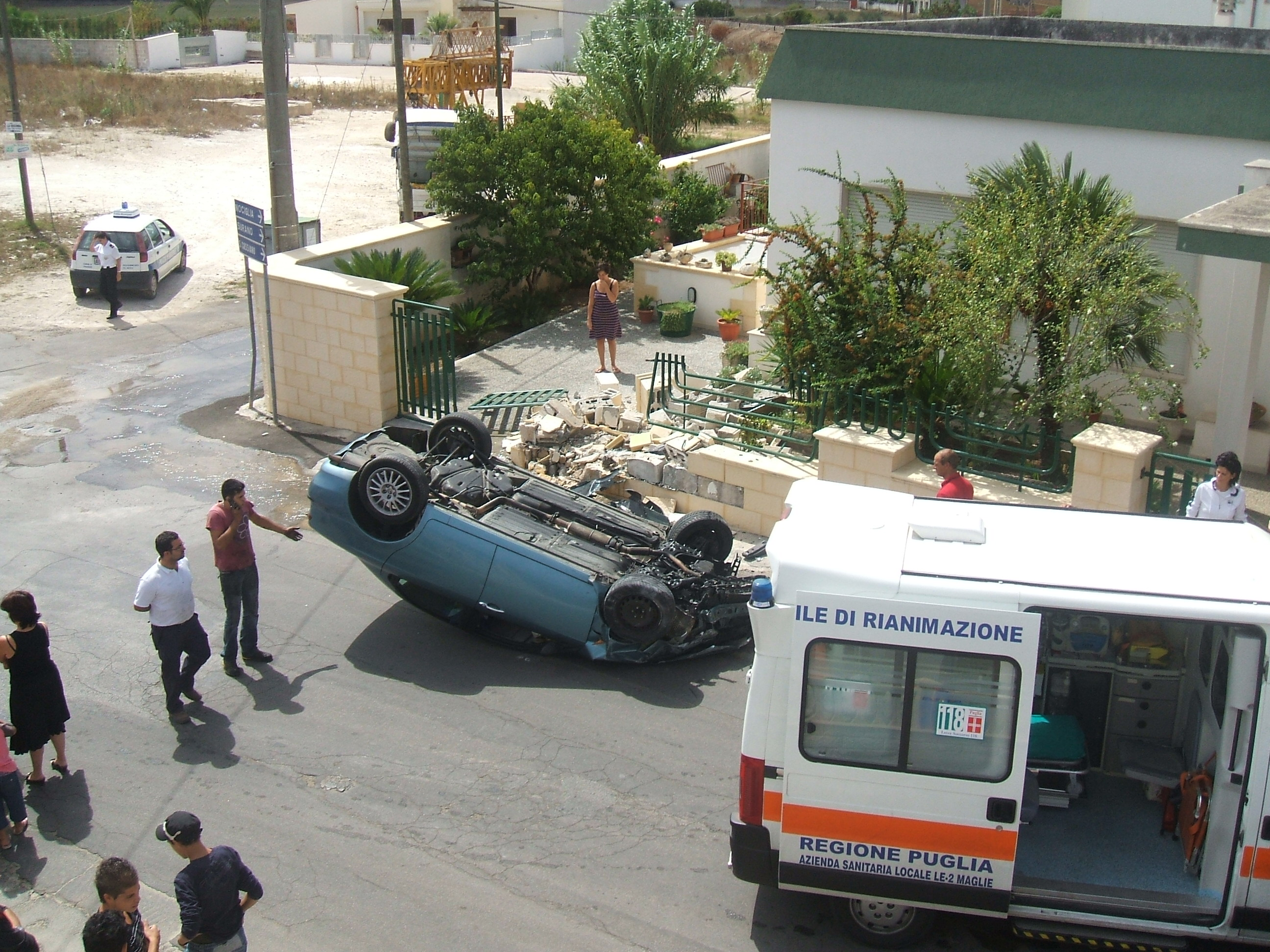
Un automóvil volcado en el sur de Italia.

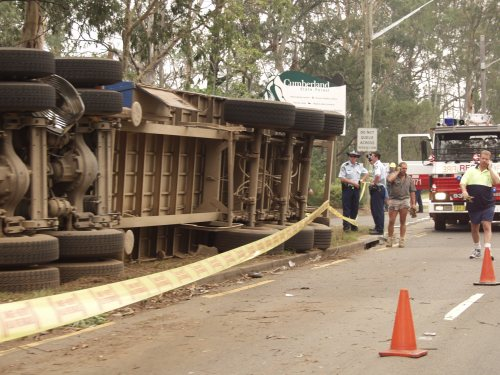
Un camión volcado en Sídney, Australia.

Una volcadura o vuelco es un tipo de accidente de tránsito en el que un vehículo se vuelca sobre un costado o el techo del mismo. Este tipo de accidente tiene una tasa de mortalidad más alta que otros tipos de colisiones de vehículos.

## Dinámica

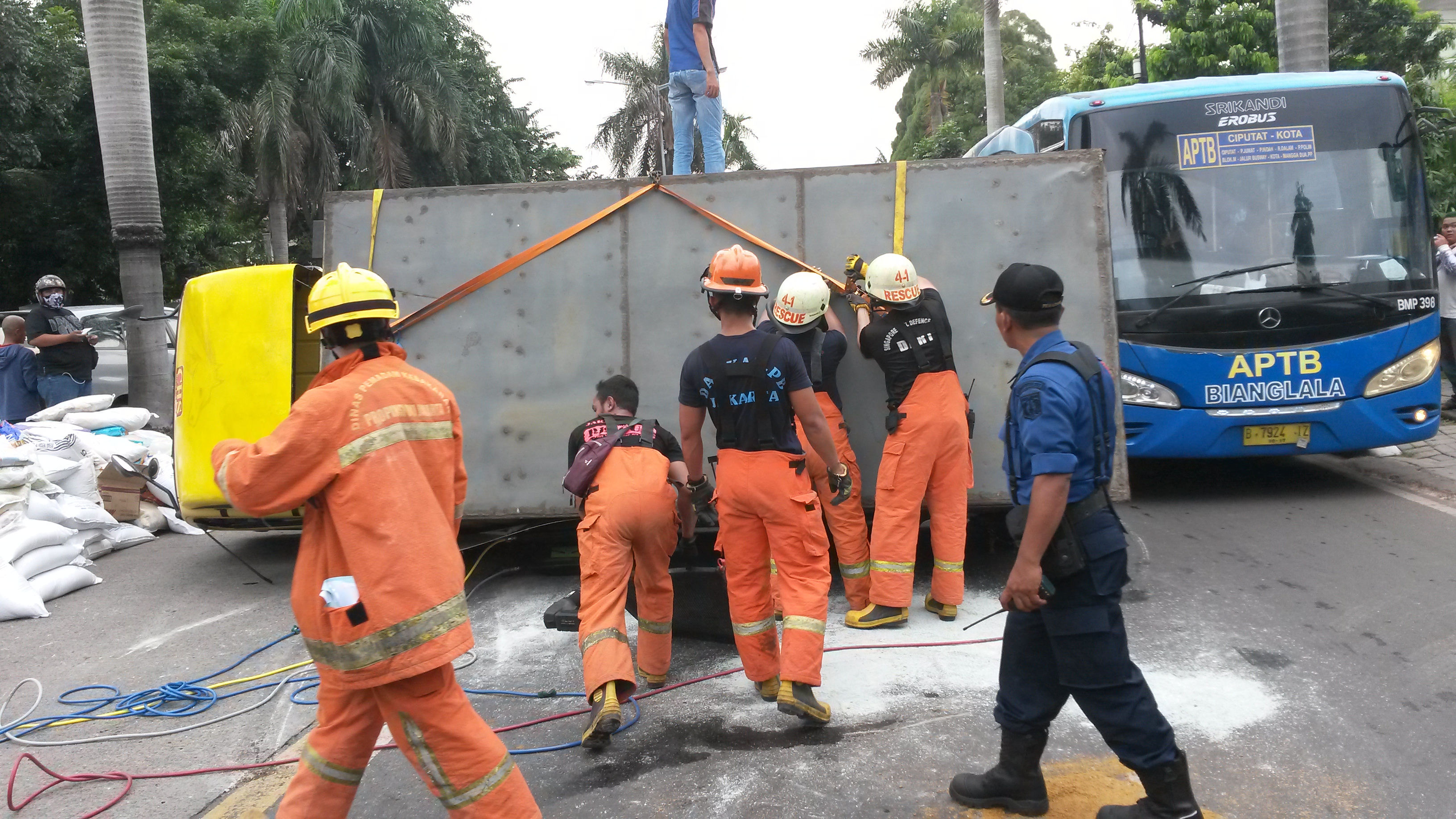
Un camión volcado siendo manipulado por bomberos en Yakarta (Indonesia).

Los accidentes que implican vuelque de vehículos se dividen en dos categorías: con colisión y sin colisión. Los vuelcos con colisión son causados por fuerzas de un objeto externo, como una acera u otro vehículo. Los vuelcos sin colisión son resultado de la acción de la dirección, la velocidad y la fricción con el suelo. Los remolques que utilizan un enganche de remolque, en lugar de una quinta rueda, son más propensos a rodar, ya que no tienen la unidad tractora ni el motor principal para mayor estabilidad.

## Vehículos

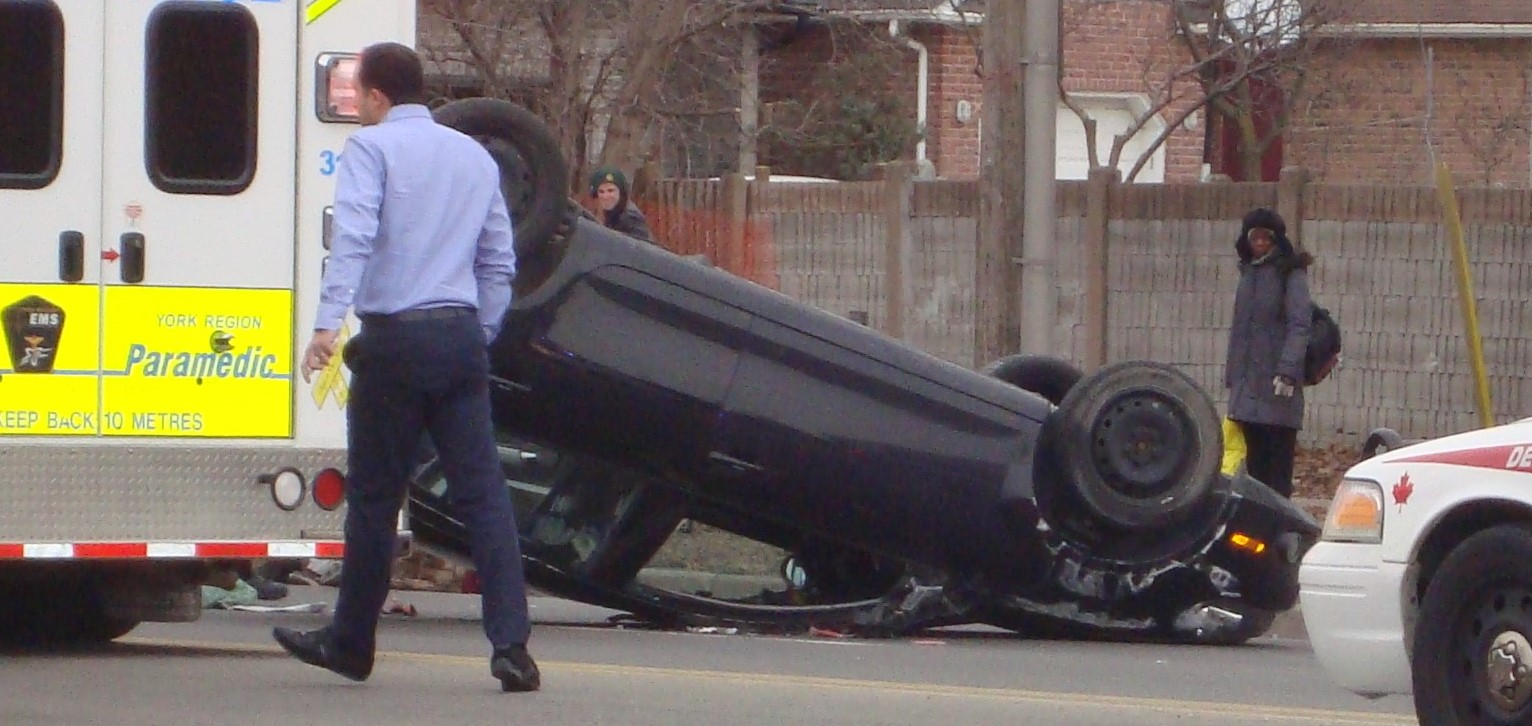
Un vehículo vuelca tras un impacto.

Todos los vehículos son susceptibles a volcar en diversos grados. Generalmente, la tendencia a volcar aumenta con la altura del centro de gravedad, la estrechez de la vía del eje, la sensibilidad de la dirección y el nivel de velocidad.
Los SUV son propensos a volcar, especialmente aquellos equipados con suspensiones todoterreno de largo recorrido. La altura de la suspensión eleva el centro de gravedad.
Los vehículos militares tienen un ancho de vías mucho más ancho que los vehículos civiles, lo que los hace más difíciles de volcar. Sin embargo, los artefactos explosivos improvisados en Irak y Afganistán pueden provocar que vuelquen. El artillero de la torreta superior, en particular, es vulnerable.

## Lista general de riesgos de vuelco
| Año1 | Marca         | Modelo         | Riesgo de volcar2 | Adherencia3 | Altura del centro de gravedad4 | Producción5               | Tipo        | Plazas | Comentario             |
| ---- | ------------- | -------------- | ----------------- | ----------- | ------------------------------ | ------------------------- | ----------- | ------ | ---------------------- |
| 2011 | Chevrolet     | Tahoe          | 24,6 %            | 0,79        |                                |                           | SUV         | 8      |                        |
| 2011 | Ford          | F-150          | 19,8 %            | 0,71        |                                |                           | Pickup      | 4      |                        |
| 2013 | Toyota        | Hilux          | 19,1 %            |             |                                | 5 millones hasta 2009     | Pickup      | 4      | También llamado Tacoma |
| 2011 | Audi          | Q7             | 18,5 %            | 0,85        |                                |                           | SUV         | 4      |                        |
| 2013 | Mercedes-Benz | Clase M        | 17,9 %            |             |                                |                           | SUV         | 5      |                        |
| 2013 | Volvo         | XC90           | 17,9 %            | 0.77        |                                |                           | SUV         | 5 o 7  |                        |
| 2013 | BMW           | X5             | 17,4 %            |             |                                | 1 millón hasta 2010       | SUV         | 5      |                        |
| 2013 | Lexus         | RX             | 16,4 %            |             |                                |                           | SUV         | 5      |                        |
| 2012 | Chrysler      | Town & Country | 16,4 %            |             |                                |                           | Monovolumen | ?      |                        |
| 2013 | Toyota        | Sienna         | 14 %              |             |                                |                           | Monovolumen | 7 o 8  |                        |
| 2011 | Toyota        | Prius          | 12,1 %            | 0,79        |                                | 3 o 4 millones hasta 2014 |             | 4      | Híbrido                |
| 2011 | Chevrolet     | Impala         | 11,3 %            |             |                                |                           | Berlina     | 4      |                        |
| 2014 | Mercedes-Benz | Clase E        | 9,9 %             | 0,87        |                                |                           | Berlina     | 4      |                        |
| 2011 | Chevrolet     | Volt           | 9,4 %             |             |                                | 93 000 hasta 2015         |             | 4      | Híbrido                |
| 2011 | BMW           | 535            | 9,3 %             |             |                                | 5 millones hasta 2009     | Berlina     | 4      |                        |
| 2013 | Chevrolet     | Camaro         | 8,7 %             | 0,98        |                                |                           | Cupé        | 4      |                        |
| 2013 | Tesla Motors  | Model S        | 5,7 %             | 0,92        | 46 cm (18 pulgadas)            | 100 000 hasta 2016        | Berlina     | 5 o 7  | Eléctrico              |

1. Año del modelo del vehículo probado, no general. Los modelos antiguos suelen ser más que modelos los nuevos.
2. Medido según sondeos. *** > 20 % > **** > 10 % > *****.
3. Velocidad lateral máxima (fuerza giro) antes del derrape.
4. Altura del centro de gravedad.
5. Número de coches producidos de ese modelo.

## Salida
Después de un vuelco, el vehículo puede acabar de lado o bocabajo, bloqueando, en ocasiones, las puertas y complicando la salida de los pasajeros. Los vehículos de pasajeros grandes, como autobuses, tranvías y trolebuses que tienen puertas en un solo lado, suelen tener uno o más métodos de salida de emergencia en sus ventanas en caso de vuelco. Algunos tienen ventanas especiales con tiradores para que se fragilicen y puedan usarse como salida de emergencia. Algunos tienen herramientas para romper las ventanas y realizar una salida improvisada. Otros tienen puerta de salida de emergencia o trampillas en el techo o en el lado opuesto del autobús a la puerta de entrada habitual. En los mejores casos se combinan ambos métodos o más.

## Barras y jaulas antivuelco
Los vuelcos por choque son particularmente mortales para los ocupantes de un vehículo en comparación con los choques frontales, laterales o traseros, porque en los vehículos de pasajeros normales, es probable que el techo colapse hacia los ocupantes y cause lesiones graves en la cabeza. El uso de jaulas antivuelco en los vehículos los hace mucho más seguros, pero en la mayoría de los vehículos de pasajeros su uso reduciría tanto el espacio de carga y de pasajeros que no es práctico. El Jeep Wrangler, un vehículo corto, estrecho y diseñado para circular por terrenos irregulares, tiene la peculiaridad de que viene de serie con una barra antivuelco.

## Señales de advertencia
Algunos países cuentan con una señal única que advierte de curvas y otras zonas con mayor peligro de vuelco para camiones y otros vehículos con centros de gravedad elevados. Estas señales pueden incluir una velocidad segura recomendada para evitar volcar. Esta velocidad generalmente se establece midiendo la fuerza G máxima permitida, estableciendo que se permanezca muy por debajo del umbral máximo de balanceo estático.

Canadá
Nueva Zelanda
Reino Unido (aviso de curva peraltada)
Estados Unidos
Estados Unidos (con número de límite de velocidad)
Vietnam

## Europa
Dentro de la Unión Europea, la mayoría de los vuelcos se producen fuera de la calzada. Cuando el ocupante no sale expulsado del vehículo y el coche no choca contra ningún objeto rígido, los vuelcos son el menos lesivo de los diferentes tipos de impacto, porque la desaceleración es más larga y lenta.
Se considera que el  control de estabilidad de los vehículos contribuye a evitar algunos accidentes, entre ellos los que conllevan volcar el vehículo.

## Estados Unidos
En los EE. UU., las muertes por volcar el vehículo representan respectivamente 29,1 %, 32,4 % y 33,3 % de las muertes en 1994, 2003 y 2004.
Los estados y territorios de EE. UU. donde los vuelcos incluyen una mayor parte de las muertes, en esos años, son:
- Wyoming: 69 %, 57 % y 66 %.
- Montana: 57 %, 63 % y 67 %.
- Nuevo México: 57 %, 62 % y 53 %.

Los estados y territorios de EE. UU. donde los vuelcos incluyen una mayor parte de las muertes, en esos años, son:
- Puerto Rico: 10 %, 14 % y 12 %.
- Misisipi: 15 %, 17 % y 18 %.
- Distrito de Columbia: 29 %, 7 % y 10 %.